# 求米草
求米草（学名：Oplismentls undulatifolius）是一种禾本科植物。这种植物分布于中国南北各地。在旧大陆的热带及温带广泛分布。